# Cunninghamella vesiculosa
Cunninghamella vesiculosa är en svampart som beskrevs av P.C. Misra 1966. Cunninghamella vesiculosa ingår i släktet Cunninghamella och familjen Cunninghamellaceae.   Inga underarter finns listade i Catalogue of Life.